# Berna Kousemaker
Berna Kousemaker (geboren Goes, circa 1939) was een Nederlands sopraan en zangpedagoge.
Ze is dochter van organist/componist Adriaan Kousemaker en amateurzangeres Maria Nieuwdorp. Ze is getrouwd met bas Paul Hofstede.
Ze kreeg haar muziekopleiding aan het Rotterdams Conservatorium alwaar ze zang en piano studeerde onder andere bij Jo Bollemkamp. Tevens studeerde ze koordirectie, slaagde al op zeventienjarige leeftijd voor dat vak en gaf direct leiding aan koren in Zeeland. Ze kon door een beurs twee jaar studeren in Parijs. Er volgden tevens lessen bij Corry Bijster en bij Ferdinand Grossman te Salzburg. Na haar studie trad ze jarenlang op als soliste, gaf les aan het Hilversums Conservatorium en zong in het Groot Omroepkoor en het Soester Colenso Consort. Ze had zich inmiddels in Soest gevestigd. Daar gaf ze leiding aan diverse koren en zorgde ervoor dat het Openluchttheater Cabrio te Soest weer enige betekenis kreeg en organiseerde ze er midzomernachtconcerten. In 2000 kreeg ze de cultuurprijs van de gemeente Soest.
Na haar loopbaan vestigde het echtpaar zich in 2006 in het stad Tholen. In mei 2007 werd ze naar de Wilhelminakerk te Soest gelokt voor een muzikaal intermezzo. Nadat ze wat gezongen had kreeg ze een koninklijk lintje (Orde van Oranje-Nassau) opgespeld door burgemeester Arie Noordergraaf.